# Dans l'intimité de Marie
Dans l’intimité de Marie (ぼくは麻理のなか, Boku wa Mari no naka), aussi connu sous le titre Inside Mari, est un seinen manga créé par Shūzō Oshimi. Le manga est prépublié entre mars 2012 et septembre 2016 dans le magazine Manga Action de l’éditeur Futabasha,,. Le manga est aussi édité en français par les éditions Akata depuis le 23 avril 2015 et en anglais sur la plateforme en ligne Crunchyroll depuis le 7 janvier 2014.

## Synopsis
Isao Komori est un jeune chômeur qui a abandonné ses études, et qui depuis vit cloîtré dans son appartement. Cet hikikomori a cependant un plaisir secret : aller à la supérette du coin pour y voir une belle fille et la suivre discrètement sur le chemin du retour. Mais un soir, elle se retourne... et Isao Komori se réveille au matin dans le corps de cette Mari Yoshizaki, lycéenne. Il va devoir s'habituer à être une fille, à avoir une nouvelle famille et essayer de maintenir les relations sociales qu'elle entretenait. Est-ce l'occasion de prendre un nouveau départ ? Mais une question essentielle subsiste : si son esprit a pris la place de celui de Mari, où est-elle maintenant ? Accompagné d'une camarade de classe de Mari, il va tenter de la retrouver et de mieux se connaître.

## Personnages
Isao Komori (小森 功, Komori Isao)
Isao Komori est un jeune chômeur qui a abandonné ses études, et qui depuis vit cloîtré dans son appartement, passant ses journées à jouer aux jeux vidéos et se masturber. Après que son esprit est allé dans le corps de Mari, Isao Komori est toujours la même personne mais n'a aucun souvenir d'elle. Il y a donc deux Komori, faisant se questionner celui qui n'est plus dans son corps sur son identité. Ce personnage (les deux versions) qui peut sembler pathétique va changer drastiquement durant le récit.
A la fin, il est révélé que le Isao Komori dans le corps de Mari n'est qu'une personnalité que Mari s'est créée dans le but d'échapper à la réalité de sa vie.
Mari Yoshizaki (吉崎 麻理, Yoshizaki Mari)
Mari est une belle lycéenne en apparence populaire, avec de bons résultats scolaires, mais qui en réalité étouffe dans cette vie qui ne répond qu'aux attentes des gens qui l'entourent, et notamment de sa mère qui ne se préoccupe pas de ce qu'elle ressent. Elle est ainsi attirée par la vie sans contrainte que mène Isao Komori, elle l'espionne et se renseigne sur sa vie. Une fois l'esprit d'Isao Komori dans son corps, son esprit à elle semble « disparaître ».
Yori Kakiguchi (柿口 依, Kakiguchi Yori)
Yori Kakiguchi est une camarade de classe de Mari, n'ayant pas d'amies mais qui éprouve des sentiments envers celle-ci depuis qu'elle l'a réconfortée lors d'un passage à l'infirmerie. Bien qu'elle ne parlait pas à la véritable Mari avant, elle l'observait, ce qui lui a permis de se rendre compte très rapidement de l'imposture. Elle accompagne ensuite Komori afin de retrouver la vraie Mari. Les sentiments entre ces deux personnages évoluent tout au long du récit.

## Liste des volumes
| no | Japonais          | Japonais          | Français         | Français          |
| no | Date de sortie    | ISBN              | Date de sortie   | ISBN              |
| --- | ----------------- | ----------------- | ---------------- | ----------------- |
| 1 | 7 décembre 2012   | 978-4-575-84170-1 | 23 avril 2015    | 978-2-36-974057-5 |
| Liste des chapitres : - Chapitre 1 : Dans la peau d'une autre - Chapitre 2 : Découvertes - Chapitre 3 : L'amie surprise - Chapitre 4 : Le sanctuaire des lycéennes - Chapitre 5 : À la recherche de Marie - Chapitre 6 : Qui es-tu ? - Chapitre 7 : Au pied du mur - Chapitre 8 : En quête de preuves                               |                   |                   |                  |                   |
| 2 | 9 août 2013       | 978-4-575-84268-5 | 11 juin 2015     | 978-2-36-974065-0 |
| Liste des chapitres : - Chapitre 9 : La promesse - Chapitre 10 : Le calvaire - Chapitre 11 : Premières trouvailles - Chapitre 12 : Le sanctuaire des hommes - Chapitre 13 : Repas en famille - Chapitre 14 : Yori tombe le masque - Chapitre 15 : Changement de cap - Chapitre 16 : L'éclate totale - Chapitre 17 : Retour de bâton |                   |                   |                  |                   |
| 3 | 9 juin 2014       | 978-4-575-84419-1 | 20 août 2015     | 978-2-36-974070-4 |
| Liste des chapitres : - Chapitre 18 : Intimité - Chapitre 19 : Malaise - Chapitre 20 : Le rendez-vous - Chapitre 21 : L'exclusion - Chapitre 22 : La visite surprise - Chapitre 23 : L'aveu - Chapitre 24 : Le point de rupture - Chapitre 25 : Le message oublié - Chapitre 26 : Face à face                                       |                   |                   |                  |                   |
| 4 | 28 novembre 2014  | 978-4-575-84538-9 | 22 octobre 2015  | 978-2-36-974084-1 |
| 5 | 27 mars 2015      | 978-4-575-84596-9 | 10 décembre 2015 | 978-2-36-974090-2 |
| 6 | 10 août 2015      | 978-4-575-84666-9 | 24 mars 2016     | 978-2-36-974111-4 |
| 7 | 9 décembre 2015   | 978-4-575-84726-0 | 7 juillet 2016   | 978-2-36-974133-6 |
| 8 | 9 mai 2016        | 978-4-575-84795-6 | 24 novembre 2016 | 978-2-36-974169-5 |
| 9 | 28 septembre 2016 | 978-4-575-84856-4 | 9 février 2017   |                   |

## Live-action
Le manga est adapté au format sériel, en prise de vues réelles : le drama est diffusé sur Fuji Television fin mars 2017. Les rôles principaux sont tenus par Elaiza Ikeda et Ryō Yoshizawa.

### Futabasha
1. 1 2  Tome 1
2. 1 2  Tome 2
3. 1 2  Tome 3
4. 1 2  Tome 4
5. 1 2  Tome 5
6. 1 2  Tome 6
7. 1 2  Tome 7
8. 1 2  Tome 8
9. 1 2  Tome 9

### Éditions Akata
1. 1 2  Tome 1
2. 1 2  Tome 2
3. 1 2  Tome 3
4. 1 2  Tome 4
5. 1 2  Tome 5
6. 1 2  Tome 6
7. 1 2  Tome 7
8. 1 2  Tome 8
9. ↑  Tome 9